# Южний (Стерлітамацький район)
Ю́жний (рос. Южный, башк. Южный) — присілок у складі Стерлітамацького району Башкортостану, Росія. Входить до складу Октябрської сільської ради.
Населення — 263 особи (2010; 283 в 2002).
Національний склад:
- башкири — 38%